# Міра Авад
Мі́ра Ава́д (араб. ميرا عوض; івр. מירה עוואד; народ. 1975) — ізраїльська арабська співачка і актриса; разом з Ноа представляла Ізраїль на Пісенному конкурсі Євробачення 2009 року в Москві з піснею «Має бути інший шлях» (англ. There Must Be Another Way) з відверто пацифістським змістом.

## Біографія
Міра народилась у селі Рамах на півночі Галілеї. Її батько — лікар-араб, а мати, Снєжанка, родом з Болгарії. Зараз Міра мешкає у Тель-Авіві.
Міра навчалась у Школі сучасної музики і джазу в Ізраїлі. Вона брала участь у постановці Камерного театру, присвяченій Арабо-ізраїльському конфлікту, в інших проектах, в т.ч. у кіно та на телебаченні.
Починаючи з 2002 року, Міра Авад співпрацює з Ноа (Ахіноам Ніні), популярною ізраїльською фолк-співачкою. Рішення про спільну участь виконавиць у Пісенному конкурсі Євробачення 2009 року з піснею, де лунає недвозначний натяк на нагальну необхідність розв'язання арабо-ізраїльських протиріч, викликало невдоволення з боку ряду радикальних націоналістів обох таборів.